# Club Lemos
El Club Lemos és un club de futbol gallec de la ciutat de Monforte de Lemos, a la província de Lugo. Fundat el 1924 juga actualment a la Preferent Galícia.

## Història
Es va fundar a Monforte de Lemos el 19 d'abril de 1924. Des de llavors ha jugat un total de 51 temporades a Tercera divisió, i és un dels clubs amb més participacions en la categoria. A la temporada 2001-02 va jugar la promoció d'ascens a Segona B sense èxit. Des de la temporada 2007-08 en què va descendir a Preferent el Lemos no ha tornat a jugar a Tercera. Fins i tot, ha arribat a jugar diverses temporades a la Primera Galícia.

## Dades del club
- Temporades a 1a: 0
- Temporades a 2a: 0
- Temporades a 2aB: 0
- Temporades a 3a: 51
- Millor posició a 3a: 3r (temporada 1987-88)
- Participacions en la Copa del Rei: 5

## Palmarès
- Serie A (1): 1935-36
- Serie B (2): 1931-32, 1933-34
- Preferent Autonòmica/Serie A Regional (4): 1948-49, 1958-59, 1969-70, 1986-87
- Primera Autonòmica (1): 2011-12
- Campionat Gallec d'Aficionats (1): 1943-44
- Copa Galícia (1): 1963-64